# Тала стадион
Тала стадион (енгл. Tallaght Stadium; ир. Staid Thamhlachta) је фудбалски стадион у јужном делу Даблина, Република Ирска. Капацитет стадиона је 6.500 места, а он је дом Шамрок роверса.

## Историја
Након затварања Гленмалер парка 1987. пошто су власници клуба одлучили да га продају, а затим и рушења 1990, Шамрок роверси су наредне 22 године провели играјући на разним стадионима по Даблину, а такође и изван граница града.
Током 1990-их Шамрок роверсима је дато земљиште у Тали, јужном предграђу Даблина, да изграде нови стадион. Радови на новом стадиону су почели октобра 2000, али су новембра 2001. прекинути јер је Веће округа јужног Даблина одлучило да одузме земљиште које су дали клубу, јер услови дозволе за планирање нису били испуњени. Коначно након шест и по година одлагања и судских спорова, радови на стадиону су настављени 6. маја 2008. Клуб се пред сезону 2009. преселио на Тала стадион, а прву утакмицу одиграо 13. марта 2009. против Слајго роверса (2:1), док је стадион званично отворен 27. јуна. Друга трибина (источна) је отворена 22. августа 2009. у утакмици против Дандалка, а са њом је капацитет стадиона повећан на 6.500 места.